# Cheaha Mountain
Cheaha Mountain ofte kaldet Mount Cheaha er et bjerg og det højest naturlige punkt i Alabama i USA.
33°29′08″N 85°48′31″V / 33.4855°N 85.8087°V